# Strakielewszczyzna
Strakielewszczyzna – dawny zaścianek. Tereny, na których leżał, znajdują się obecnie na Białorusi, w obwodzie witebskim, w rejonie miorskim, w sielsowiecie Przebrodzie.

## Historia
W czasach zaborów zaścianek w gminie Przebrodź, w powiecie dzisieńskim, w guberni wileńskiej Imperium Rosyjskiego. Pod koniec XIX wieku należał do dóbr skarbowych Przebrodź.
W latach 1921–1945 zaścianek leżał w Polsce, w województwie wileńskim, w powiecie dziśnieńskim, od 1926 roku w powiecie brasławskim, w gminie Przebrodzie.
Według Powszechnego Spisu Ludności z 1921 roku zamieszkiwało tu 30 osób, wszystkie były wyznania rzymskokatolickiego. Jednocześnie 28 mieszkańców zadeklarowało polską a 2 białoruską przynależność narodową. Było tu 7 budynków mieszkalnych. W 1931 w 7 domach zamieszkiwało 33 osoby.
Wierni należeli do parafii rzymskokatolickiej w Ikaźni. Miejscowość podlegała pod Sąd Grodzki w Brasławiu i Okręgowy w Wilnie; właściwy urząd pocztowy mieścił się w Przebrodziu.